# 살정제

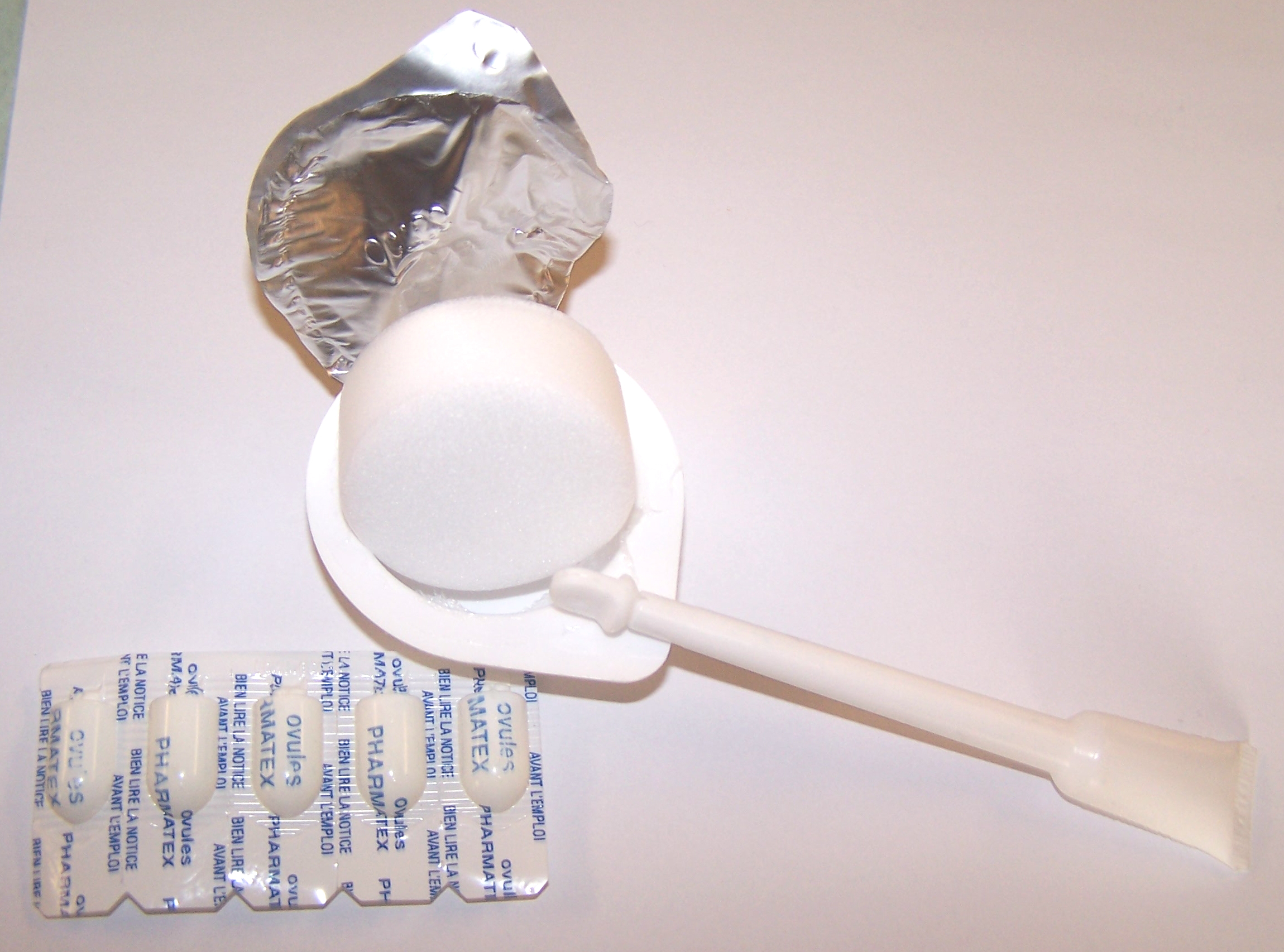

살정제(Spermicide)는 정자를 죽이는 약이다. 성교 전에 질속에 넣어 사용한다. 노녹시놀-9 등이 있다.
살정제는 임신을 예방하기 위해 성교 전에 질에 삽입되는 정자를 파괴하는 피임 물질이다. 피임약으로 살정제는 단독으로 사용할 수 있다. 그러나 살정제만을 사용하는 부부의 임신율은 다른 방법을 사용하는 부부보다 높다. 일반적으로 살정제는 다이어프램, 콘돔, 자궁 경부 캡 및 스폰지와 같은 피임 장벽 방법과 결합된다. 결합된 방법은 단독 방법보다 낮은 임신율을 초래하는 것으로 여겨진다.
살정제는 일반적으로 무향, 투명, 무향, 무착색, 윤활성이다.

## 콘돔과 함께 사용
살정제는 콘돔의 피임 효과를 증가시키는 것으로 알려져 있다.
그러나 제조업체에서 살정제로 윤활 처리한 콘돔은 유통 기한이 짧고 여성에게 요로 감염을 일으킬 수 있다. 세계보건기구는 살정제 윤활 콘돔을 더 이상 홍보해서는 안 된다고 말한다. 그러나 콘돔을 사용하지 않는 것보다 노녹시놀-9 윤활 콘돔을 사용하는 것이 좋다.
단독으로 사용되는 살정제는 약 91%만 효과적이다. 살정제를 콘돔 및 기타 차단 방법과 함께 사용하면 97%의 임신 예방 효과가 있다.

## 같이 보기
- 러브젤
- 질 스폰지